# ألين بوكشيتش
 ألين بوكشيتش (بالكرواتية: Alen Bokšić)‏ لاعب كرة قدم كرواتي سابق ومدرب حالي من مواليد 21 يناير 1970 يوغوسلافيا. يعتبر من أبرز لاعبي منتخب يوغوسلافيا سابقا وكرواتيا في التسعينات.

## مسيرته الكروية
لعب ألين بوكشيتش خلال مسيرته الاحترافية مع 6 أندية في سبعة عشر موسمًا وسجل خلالها 109 هدف ضمن 350 مباراة. حيث فاز في ثلاثة مواسم بالكأس وفي ثلاثة مواسم بالدوري.
خاض ألين بوكشيتش مسيرته مع نادي هايدوك سبليت في موسم 1987–88 ليلعب معه أربعة مواسم، مشاركًا في 95 مباراة سجل خلالها 27 هدفًا. ثم انتقل إلى نادي كان في موسم 1991–92 لمدة موسم واحد، حيث شارك في مباراة ولم يسجل أي هدف. لينتقل بعدها إلى نادي أولمبيك مارسيليا في موسم 1992–93 ولمدة موسمين، مشاركًا في 49 مباراة سجل خلالها 26 هدفًا. ثم انتقل إلى نادي لاتسيو في موسم 1993–94 في المرة الأولى واستمر معه طيلة ثلاثة مواسم ثم في موسم 1997–98 واستمر معه طيلة ثلاثة مواسم، مشاركًا طوالها في 115 مباراة سجل خلالها 31 هدفًا. هذا وانتقل لاحقًا إلى نادي يوفنتوس في موسم 1996–97 لمدة موسم واحد، مشاركًا في 22 مباراة سجل خلالها 3 أهداف. ثم انتقل بعدها إلى نادي ميدلزبره في موسم 2000–01 واستمر معه طيلة ثلاثة مواسم، مشاركًا في 68 مباراة سجل خلالها 22 هدفًا.

## روابط خارجية
- ألين بوكشيتش على موقع الاتحاد الدولي (مؤرشف)  (الإنجليزية)
- ألين بوكشيتش على موقع الاتحاد الأوربي (الإنجليزية)
- ألين بوكشيتش على موقع اتحاد كرواتيا (الكرواتية)
- ألين بوكشيتش على موقع قاعدة بيانات كرة القدم.إي يو (الإنجليزية)
- ألين بوكشيتش على موقع ناشيونال فوتبول تيمز (الإنجليزية)
- ألين بوكشيتش على موقع Soccerway.com (الإنجليزية)
- ألين بوكشيتش على موقع عالم كرة القدم.نت (الإنجليزية)